# Министерство общественных работ Чили
Министерство общественных работ Чили отвечает за "осуществление планирования, управления, контроля и строительство общественной инфраструктуры, а также сохранение и управление ими" в Чили. Оно также несет ответственность за "управление, распределение, использование и сохранение" всех водных ресурсов внутри страны. Оно отчитывается непосредственно президенту Чили.

## История
Ведомство было впервые создано законом от 21 июня 1887 года под руководством президента Хосе Мануэля Бальмаседа как Министерство промышленности и общественных работ. С тех пор он претерпел несколько реорганизаций в своей истории:
- Министерство промышленности и общественных работ 21 июня 1887 - 20 мая 1910
- Министерство промышленности, общественных работ и железных дорог 20 мая 1910 - 19 декабря 1924
- Министерство общественных работ и дорог 19 декабря 1924 - 21 марта 1925
- Министерство общественных работ, торговли и связи 21 марта 1925 - 3 октября 1927
- Министерство общественных работ и коммуникаций 21 Октября 1942 - 1953
- Министерство общественных работ 1953 - 13 декабря 1967
- Министерство общественных работ и транспорта 13 декабря 1967 - 8 июля 1974
- Министерство общественных работ 8 июля 1974 - по настоящее время